# Bulonga subcinerea
Bulonga subcinerea är en fjärilsart som beskrevs av W. Warren 1896. Bulonga subcinerea ingår i släktet Bulonga och familjen mätare. Inga underarter finns listade i Catalogue of Life.